# Khell István
Khell István (Bereck, 1889. április 7. – Székelyudvarhely, 1972. április 30.) magyar irodalomtörténész, műfordító.

## Életútja
Az erdélyi örmény Khel család leszármazottja. 
Középiskolai tanulmányait Kézdivásárhelyen a Római Katolikus Főgimnáziumban, az egyetemet Kolozsvárt és Grazban végezte, ahol magyar-német szakos tanári diplomát szerzett. Szilágysomlyón, majd 1919-től nyugdíjazásáig, 1948-ig, a székelyudvarhelyi Római Katolikus Gimnáziumban tanított.

## Munkássága
A hagyományos népies-nemzeti irányhoz tartozó verseket írt, románból (Ion Al. Brătescu-Voinești) és németből (Herder, Heine) fordított A Hírnök számára, munkatársa volt a Jóbarátnak és a Székely Közéletnek. Románra fordította és a jászvásári Convorbiri literare-ban közzétette Mikes Kelemen 15 levelét (Impresiile lui Clement Mikes despre Principatele Române în "Scrisorile turcești" 1939/10-12).

## A Hírnökben megjelent fontosabb tanulmányai
- Baróti Szabó Dávid (1939)
- Reviczky Gyula vallásos költészete (1939)
- Tájszavak Mikes leveleiben (1941)
- Általános érvényű igazságok, vallásos mondások és közmondások Mikes leveleiben (1941)